# Bolero latino americano
Il bolero è un genere musicale con radici spagnole, reinventato nei paesi latinoamericani della zona Caraibica, tra cui Cuba, Porto Rico, il Messico, il Venezuela, la Colombia ed il Perù. Anche se si crede che abbia origini europee, oggi il vero bolero è considerato quello cubano. Infatti insieme a Son, Mambo, Rumba, Cha cha cha e molti altri è uno dei maggiori esponenti e rappresentanti della musica cubana e caraibica in generale.

## Nascita
Sembra che l'origine del bolero si debba ricercare nella contradanza, ballo del Settecento. A partire dal 1830 il genere assunse caratteristiche proprie del danzón e dell'habanera, generi nati durante l'Ottocento a Cuba. L'habanera è senza dubbio la maggiore responsabile delle caratteristiche attuali del genere, dato che è tra quelli ad esso più vicini. A partire dal 1893 si fa incominciare il bolero che si conosce attualmente nei paesi di lingua spagnola. La prima strutturazione musicale precisa del genere, la dobbiamo a José Sánchez e Nicolás Camacho.

## Espansione e cambiamenti
Nei primi cinquanta anni del Novecento, la popolarizzazione del bolero si deve a vari fattori, cangianti da paese a paese. In Messico i suoi principali traini furono l'influenza dell'opera lirica italiana e dell'operetta spagnola (chiamata Zarzuela), insieme ad uno sviluppo autonomo dell'habanera. In Porto Rico la sua forza fu molto maggiore, grazie all'influenza della musica cubana. Per quanto riguarda il resto del continente americano, il genere attecchì in maggior o minor misura a seconda della sua maggior o minor somiglianza con generi tipici dei vari paesi avendo come principali divulgatori in Perù, Ecuador e Colombia le tournée di artisti messicani e cubani, e negli altri paesi  la radio e i dischi in vinile. L'ultima fase della sua popolarizzazione riguardò altri paesi del sud del continente, come il Brasile e il Venezuela.

## Origini e storia
Sull'origine del bolero esistono diverse teorie, la maggioranza delle quali lo fanno nascere in Europa. Così si suppone che questo genere sia nato in Spagna, come danza veloce, probabilmente eseguita dai gitani, come dimostrerebbe il nome, derivato dal verbo "volare", azione a cui spesso fanno pensare alcuni movimenti delle danze zingare, rapidi ed acuti. Inoltre, se fissiamo la nostra attenzione sulla strumentazione usata per l'esecuzione delle musiche zingare spagnole, notiamo la presenza di chitarre e casse di legno (chiamate "cajones"), il cui ruolo è percussivo, oltre all'uso del palmo delle mani, detto anche "palmeo" 
Con questa strumentazione il bolero arriva in America Latina, specialmente a Cuba, dove la fusione con i ritmi africani della zona caraibica ha dato come risultato il ritmo fortemente cadenzato del bolero attuale, suonato tradizionalmente con chitarre e percussioni, come bonghi, maracas, claves, congas e tumbadoras. Si suppone comunemente che il primo bolero composto nella forma attuale sia stato scritto a Santiago di Cuba nel 1886 da José Sánchez, con il titolo di "Tristeza". Anche se tra gli studiosi non vi è concordia sull'effettiva data di composizione del brano, ciò che importa è che esso è considerato il primo bolero accompagnato con la cosiddetta formazione classica, ossia da chitarre e percussioni. Così si ebbe l'evoluzione del bolero da musica di cantine e circoli a musica da serenata. Il tocco romantico così acquistato permise al genere prima di toccare tutte le classi sociali, poi, grazie alla radio, di diventare universale; successivamente, grazie ai dischi acetati e di vinile, di diventare duraturo. Tra i generi musicali cubani divulgati dalle radio, oltre al bolero, sono da ricordare: il son, il danzón, la guaracha, il mambo, il Cha cha cha, che spesso si sono fusi con il bolero stesso, dando origine a sottogeneri come: bolero rítmico, bolero cha cha cha, bachata (o bolero domenicano), bolero ranchero (frutto della fusione tra il bolero e lo stile dei Mariachi messicani), bolero moruno (bolero influenzato dallo stile flamenco). Tra le cause della maggior popolarità del bolero a partire dagli anni trenta, si deve citare l'inaspettata morte di colui che molti tuttora considerano il miglior interprete di tango, l'argentino Carlos Gardel, avvenuta nel 1935. Inizialmente il bolero fu accompagnato da terzetti di chitarre, per passare alle orchestre tropicali che lo inserivano in repertorio, pur non specializzandovisi; successivamente (nel trentennio 1935-1965 si ebbe alternanza tra orchestre di stile big band e ensemble sinfonici. In questo periodo il bolero domina lo spettro musicale ispanoamericano: prima tramite la radio (con programmi in diretta), poi con i dischi (prima acetati, poi con le varie forme di vinile), arrivando successivamente al cinema ed alla televisione. I principali centri di produzione ed interpretazione del genere sono il Messico e Cuba, ma di grandi interpreti e compositori se ne trovano in ogni paese di lingua spagnola, oltre che in Brasile. Tra i fattori che contribuirono alla grande popolarità del genere in tutta l'America Latina, oltre alla diminuzione della popolarità del tango, va ricordato innanzitutto il relativo isolamento in cui visse il continente tra le due guerre mondiali, restando  completamente fuori dall'ondata di influenze nuove che provenivano dagli Stati Uniti (come il fox trot) o dall'Europa (come il paso doble. In queste condizioni il bolero poté svilupparsi senza contrasto. Va anche detto che il successo del bolero fu aiutato dai numerosi regimi militari sparsi sul territorio continentale, che erano interessati a dare alla gente uno spasso che le permettesse di scordarsi della politica. È per questo che l'era dorata del bolero è associata alle dittature degli anni cinquanta. Anche il cinema, tramite l'idolatria dei suoi interpreti, permise al bolero di avere una popolarità enorme. Dopo la seconda guerra mondiale il continente sudamericano si integrò nel mondo competitivo e cosmopolita, ed il bolero decadde. Il suo posto di musica romantica per antonomasia fu occupato dai brani leggeri, come il posto delle guarachas e del Cha Cha Cha fu occupato dal Rock and roll. Non si può dire però che il bolero sia morto, anche se la sua sfera d'influenza si ridusse ai suoi estimatori ed interpreti storici, d'età già avanzata. Oltretutto non va scordato che la musica leggera ispanoamericana, nel suo modo d'affrontare i sentimenti, è stata sempre influenzata dal bolero. Si può addirittura affermare che composizioni di artisti come Armando Manzanero o Marco Antonio Muñíz siano boleri con arrangiamenti pop. Si può quindi dire anche che l'operazione di rivitalizzazione del genere compiuta dapprima da José Feliciano (che nella seconda metà degli anni sessanta ottenne grandissime hit in tutta l'America latina con la rivisitazione pop con influenze blues di centinaia di vecchi bolero) e in anni recenti da Luis Miguel, anche se gode di una certa autonomia, è frutto di un ambiente precedente pieno di romanticismo, eredità dell'età gloriosa del bolero.

## Sottogeneri
Tra i sottogeneri si possono ricordare il Bolero-son, sviluppato fra il 1927 ed il 1928, e la tristeza, caratterizzata da testi sulla vita quotidiana

## Decadenza e rivitalizzazione
Tra gli anni sessanta e settanta si ha l'ascesa di generi come il rock e la musica leggera, quindi il bolero entra in un periodo in cui i suoi testi sono abbastanza mediocri e la sua popolarità declina. Negli anni ottanta, invece, il genere torna a godere di grande popolarità, grazie al suo completo rinnovamento, che lo farà tornare ai fasti del passato.
Ciononostante, gruppi come i Deep Purple conclusero il disco Burn col bolero A200.

## Interpreti
- In Argentina sono da ricordare il medico Leo Marini ed il gruppo vocale Los cinco latinos.
- In Brasile: Agostinho dos Santos, il gruppo chitarristico Los Indios Tabajaras e, tuttora attiva, la cantante Simone.
- In Cile meritano una menzione particolare Lucho Gatica e Antonio Prieto, quest'ultimo arrivato anche a partecipare al Festival di Sanremo 1964).
- In Costa Rica va almeno citato Alci Acosta.
- A Cuba si pensi a Los Hermanos Rigual (coloro che lanciarono Cuando calienta el sol nel 1962); Antonio Machín (autore di Angelitos negros, brano tradotto in italiano come Angeli negri); Beny Moré (detto anche "El bárbaro del ritmo", ossia "il mago del ritmo"); Barbarito Diez; Ibrahim Ferrer (conosciuto a livello mondiale dopo la sua partecipazione al CD ed al film Buena Vista Social Club); Vicentico Valdéz; Fernando Albuerne; Eva Garza Roberto Ledesma; Rolando Laserie; Orlando Contreras; Fernando Álvarez; María Teresa Vera; Bertha Dupuy; Rita Montaner; La Lupe (riscoperta dal regista spagnolo Pedro Almodóvar che ha utilizzato un suo brano in una colonna sonora); Celia Cruz (prevalentemente conosciuta come interprete di salsa e generi più ritmati); Blanca Rosa Gil; Olga Guillot; Omara Portuondo (presente in Buena Vista Social Club); Xiomara Alfaro; Elena Burque; Pablo Milanés (cantautore, esponente insieme a Silvio Rodríguez della Nueva trova cubana; Bienvenido Granda; Lucrecia (cantautrice cubana che da molti anni risiede in Spagna); Ramón Armengod.
- In Ecuador vanno citati almeno Julio Jaramillo (soprannominato "El ruiseñor de América", ossia l'usignolo d'America) e Olimpo Cárdenas.
- In Spagna si pensi a Bambino, Moncho (soprannominato "El gitano del bolero", ossia il gitano del bolero, per il suo mischiare influenze flamencas con il genere sudamericano); Rocío Durcal (esponente soprattutto del bolero-ranchero e grande interprete del repertorio del messicano Juan Gabriel); Dyango; Gloria Lasso (famosa soprattutto in Francia negli anni cinquanta e sessanta); Maite Martín (che lo interpreta spesso in chiave jazz); Pasión Vega (interprete in bilico tra jazz, canzone d'autore e copla andaluza); Martirio (interprete che ha collaborato anche con Compay Segundo); Miguel Póveda; Lolita Flores (figlia della grande interprete di flamenco e copla andaluza Lola Flores, detta la "Faraona"); Manu Tenorio (partecipante ad una delle edizioni del concorso Operación Triunfo, versione spagnola di Operazione trionfo); Tamara (bambina prodigio che a diciotto anni ha raggiunto un successo senza precedenti con il CD "Gracias"). Negli Stati Uniti si possono ricordare: Nat King Cole; Eydie Gorme (di cui è particolarmente conosciuta nei paesi sudamericani la collaborazione con il trio Los Panchos) e Linda Ronstadt.
- In Messico: Pedro Infante (attore in molti film di successo del cinema messicano anni cinquanta); Javier Solís; Agustín Lara (autore dei classici universali "Granada", "Malagueña" e "María bonita"); María Grever; Consuelo Velázquez (autrice di "Besame mucho"); Los Panchos (anche loro riscoperti da Pedro Almodóvar); Pedro Vargas;Juan Arvizu, Nestor Mesta Chayres, Jorge Negrete (che spesso lo alternava alla musica ranchera); Toña la negra; Los tres diamantes (trio di chitarre); Los tres reyes (altro trio di corde); Marco Antonio Muñíz; José José; Armando Manzanero e Luis Miguel (ricordato da noi soprattutto per una sua partecipazione al Festival di Sanremo). In Nicaragua bisogna citare Rafael Gastón Pérez; in Perù Tania Libertad e a Panama Carlos Eleta Almarán.
- In Porto Rico Daniel Santos (soprannominato "El bigote que canta", ossia "il baffo che canta");  Tito Rodríguez; Bobby Capó (un cui pezzo è stato reinterpretato una decina d'anni fa anche dagli Inti-Illimani); Hernándo Avilés (inventore del requinto e fondatore del trio messicano Los panchos); Elsa Miranda, José Feliciano (particolarmente conosciuto in Italia per aver interpretato, al Festival di Sanremo 1971, la canzone "Che sarà" in coppia con i Ricchi e Poveri).
- Tra gli interpreti nati nella Repubblica Dominicana meritano una particolare menzione Alberto Beltrán e Juan Luis Guerra, il quale spesso affronta tematiche impegnate nei propri testi.
- Negli Stati Uniti, il fisarmonicista John Serry Sr. composto ed eseguito La sua composizione African Bolero che e stato segnato per fisarmonica e flauto nel 1950, ed eseguito boleri (Vedere Viva América). Durante gli anni '40 Alfredo Antonini condusse spettacoli del Bolero messicano con la sua Pan American Orchestra su radio CBS per il pubblico in Nord e Sud America.
- In Venezuela, infine, meritano una citazione Oscar de León e Felipe Pirela.
- Fra le cantanti italiane, Mina ha sempre dimostrato una predilezione per il bolero, interpretando molti suoi classici in varie fasi della sua carriera.